# Dubova (Mehedinți)

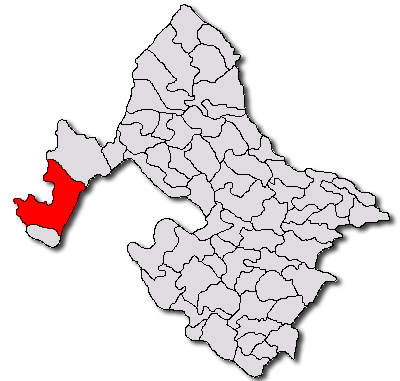
Lage der Gemeinde Dubova im Kreis Mehedinți

Dubova ist eine Gemeinde im Kreis Mehedinți, Rumänien. Zu der am Donaustausee gelegenen Gemeinde Dubova gehören auch die Dörfer Baia Nouǎ, Eibenthal, Plavișevița und Tisovița. Dubova ist eine der größten tschechischen Gemeinden Rumäniens.

## Geografische Lage
Dubova liegt im Süden des Kreises Mehedinți, in 50 Kilometer Entfernung von Turnu Severin und 25 Kilometer von Orșova, am Donau-Defilee Clisura Dunării zwischen den sogenannten großen und kleinen Kesseln (rumänisch: Cazane). Direkt bei Dubova ist die Statue des Decebalus, die direkt in eine Felsformation des Almăj-Gebirges gemeißelt wurde, zu sehen.

## Nachbarschaft
| Almăj-Gebirge | Almăj-Gebirge                               | Eșelnița |
| Bigăr         | Kompassrose, die auf Nachbargemeinden zeigt | Donau    |
| Eibenthal     | Svinița                                     | Donau    |

## Geschichte
Dubova wurde in den 1820er Jahren zur gleichen Zeit mit den anderen tschechischen Gemeinden des Banats (Bigăr, Gârnic, Sfânta Elena, Sfânta Elisabeta, Ravensca, Frauenwiese und Șumița) gegründet. Etwa 35 Familien aus der Gegend um Pilsen, Příbram und Kladno kamen 1826–1828 mit Flößen donauabwärts bis Moldova Nouă.

## Bevölkerung
In der Gemeinde Dubova lebten 2011 768 Einwohner. 59 % der Bevölkerung sind Rumänen, 36,5 % Tschechen und 3 % sind Roma. Die Gemeinde enthält prozentual den größten Bevölkerungsanteil an Tschechen in Rumänien, 2021 wurden 211 registriert.